# Alaaeldin Abouelkassem
Alaaeldin Mohamed El-Sayed Abouelkassem (Sétif, 25 de novembro de 1990) é um esgrimista profissional egípcio, nascido na Argélia, medalhista olímpico.

## Carreira
Alaaeldin Abouelkassem representou seu país nos Jogos Olímpicos de Verão de 2008 e 2012. Conquistou a medalha de prata no florete individual em 2012.